# Gianmario Baroni
Gianmario Baroni (* 21. Januar 1910 in Mailand; † 7. Februar 1952 in Pretoria, Südafrika) war ein italienischer Eishockeytorwart.

## Karriere
Gianmario Baroni nahm für die italienische Eishockeynationalmannschaft an den Olympischen Winterspielen 1936 in Garmisch-Partenkirchen teil. Auf Vereinsebene spielte er für den Hockey Club Milano, mit dem er in den Jahren 1927, 1930, 1931, 1933 und 1934 jeweils den italienischen Meistertitel gewann. Zudem wurde er 1938 Italienischer Meister mit dem Fusionsverein AMDG Milano.

## Erfolge und Auszeichnungen
- 1927 Italienischer Meister mit dem Hockey Club Milano
- 1930 Italienischer Meister mit dem Hockey Club Milano
- 1931 Italienischer Meister mit dem Hockey Club Milano
- 1933 Italienischer Meister mit dem Hockey Club Milano
- 1934 Italienischer Meister mit dem Hockey Club Milano
- 1938 Italienischer Meister mit dem AMDG Milano